# Hamptjärnen (Bureå socken, Västerbotten, 717864-175302)
Hamptjärnen är en sjö i Skellefteå kommun i Västerbotten och ingår i Bureälven-Mångbyåns kustområde. Sjöns area är 0,012 kvadratkilometer och den är belägen 30 meter över havet.